# Abdelhamid Sadmi
Abdelhamid Sadmi (ur. 1 stycznia 1961 w Azazdze) – algierski piłkarz występujący na pozycji obrońcy. Uczestnik Mistrzostw Świata 1986.

## Kariera klubowa
Całą swoją karierę piłkarską Sadmi spędził w klubie JS Kabylie.

## Kariera reprezentacyjna
Abdelhamid Sadmi występował reprezentacji Algierii w latach osiemdziesiątych.
Z reprezentacją Algierii uczestniczył w zwycięskich eliminacjach do Mistrzostw Świata 1986. 
Na Mundialu był rezerwowym i nie wystąpił w żadnym spotkaniu.